# Дятлово (платформа)
Дя́тлово (бел. Дзятлава) — железнодорожный остановочный пункт Минского отделения Белорусской железной дороги на линии Минск — Орша. Расположен в километре на север от деревни Дятлово Оршанского района Витебской области, между остановочными пунктами Голошевка и Солнечный на перегоне Коханово — Орша-Центральная.

## История
Остановочный пункт был построен и введён в эксплуатацию в 1951 году на железнодорожной магистрали Москва — Минск — Брест. В 1981 году остановочный пункт был электрифицирован переменным током (~25 кВ) в составе участка Борисов — Орша-Центральная.

## Инфраструктура
Через остановочный пункт проходят два магистральных пути. Станция представляет собою две боковые платформы прямой формы, имеющие длину по 145 метров каждая. Пересечение железнодорожных путей осуществляется по единичному наземному пешеходному переходу, оснащённому предупреждающими плакатами. Пассажирский павильон расположен на платформе в направлении Орши, билетные кассы на остановочном пункте отсутствуют.

## Пассажирское сообщение
Ежедневно через остановочный пункт проходят и останавливаются электропоезда региональных линий эконом-класса (пригородные электрички), следующие до станций расположенных в Минске: Минск-Пассажирский, Минск-Восточный, о.п. Институт культуры (5-6 рейсов в день). До станции Орша-Центральная отправляются 5 рейсов в день. Интервал между отправлениями составляет от 2-х до 4-х часов, время в пути до Орши составляет 22 минуты, до станции Минск-Пассажирский — в среднем 3 часа 28 минут.